# Livingston County, Michigan
Livingston County är ett administrativt område i delstaten Michigan, USA, med 180 967 invånare. Den administrativa huvudorten (county seat) är Howell. Countyt har fått sitt namn efter Edward Livingston som var USA:s utrikesminister 1831-1833.

## Geografi
Enligt United States Census Bureau har countyt en total area på 1 516 km². 1 471 km² av den arean är land och 44 km² är vatten.   

### Angränsande countyn
- Shiawassee County - nordväst
- Ingham County - väst
- Jackson County - sydväst
- Genesee County - nordost
- Oakland County - öst
- Washtenaw County - syd